# Francesco Paciotto
, detto Paciotto o Paciotti (Urbino, 1521 – Urbino, 14 luglio 1591), è stato un architetto e ingegnere italiano, autore di numerose opere civili e militari del XVI secolo.

## Biografia

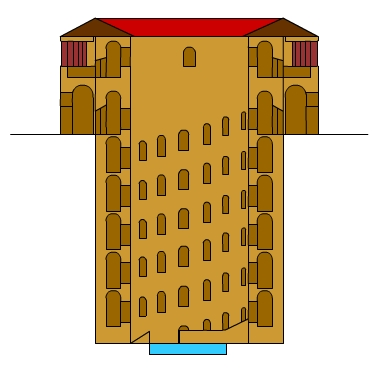
Il Cisternone della Cittadella di Torino

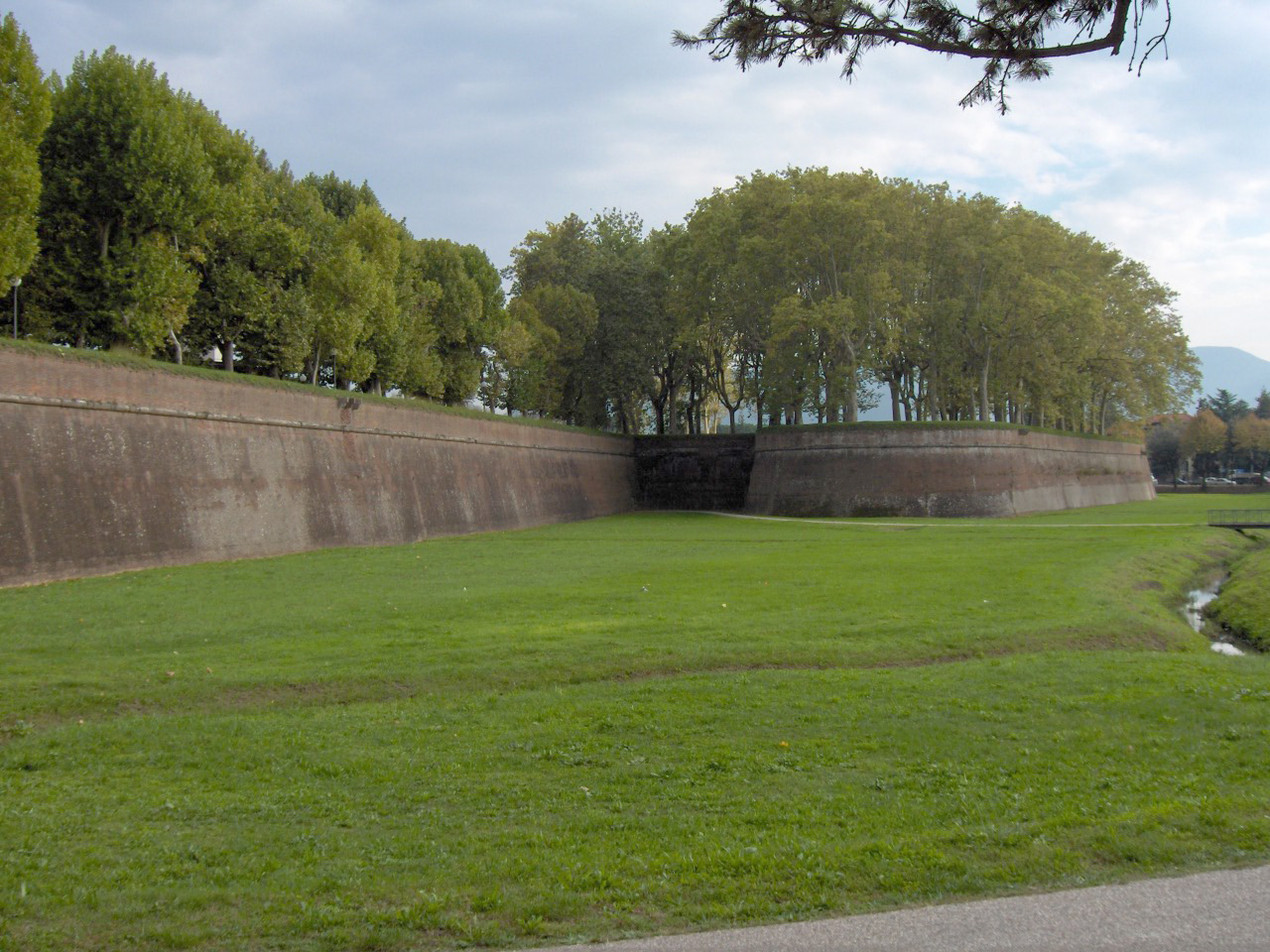
Le mura di Lucca

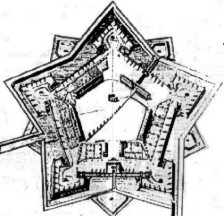
La Cittadella di Torino

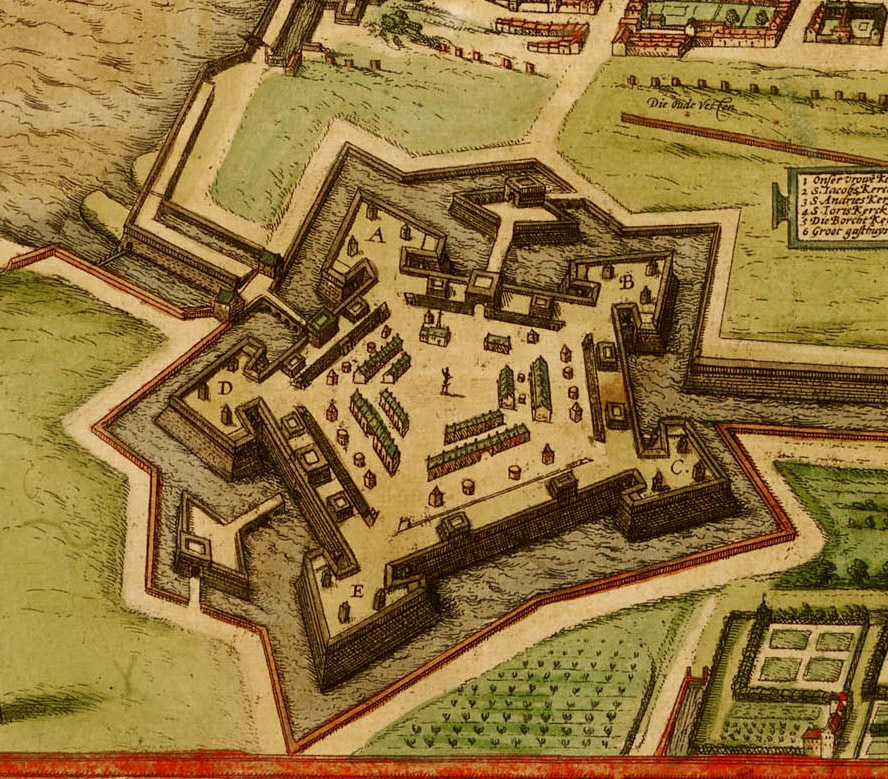
La Cittadella di Anversa

Figlio di Giacomo di Orazio Paciotti, che ricoprì importanti cariche presso la corte ducale, e di Faustina di Leonardo Della Rovere.
Fu allievo a Urbino di Gerolamo Genga, prima di recarsi a Roma all'Accademia Vitruviana. Lavorò in Emilia per i Farnese, ai quali fu raccomandato dal loro segretario Annibal Caro, e da Alessandro Manzuoli.
Nel 1558 ebbe il suo primo incarico: la progettazione del palazzo Farnese di Piacenza, affidatogli da Ottavio, secondo duca di Parma e Piacenza; il palazzo, sede ducale si erge sulle rive del Po. Per realizzare quest'opera, il Paciotto smantellò la cittadella viscontea; la costruzione venne iniziata il 9 dicembre 1558. Il progetto prevedeva un edificio rettangolare attorno a un cortile con loggiato ed esedra, posta sul lato opposto a quello dell'ingresso. Il progetto fu successivamente completamente modificato dal Vignola, che dal 1561 subentrò all'incarico. Paciotto si era infatti allontanato dall'Italia a seguito della moglie del duca Ottavio, Margherita d'Austria, che era stata nominata da Filippo II di Spagna governatrice delle Fiandre. Qui il Paciotto realizzò la cittadella di Anversa.
Nel 1561 su progetto di Francesco Paciotto fu delineato il nucleo principale delle mura di Lucca: per la Repubblica di Lucca lavorò al grande cantiere delle mura cittadine.
Dal 1564 a 1568 eresse, per il duca Emanuele Filiberto, la Cittadella di Torino, coadiuvato dall'allievo Bernardino Facciotto, e quella di Vercelli; Torino era diventata nel 1563 capitale dello Stato sabaudo e la costruzione della cittadella era necessaria per adeguare la città alla nuova funzione. Nel 1572 e nel 1589 fu alla corte dei Gonzaga di Mantova per redigere un aggiornamento delle difese della città.
Nel 1568 comprò ad Urbino il palazzo Passionei, assieme ai primi due poderi nel castello di Montefabbri. Nel 1569, per i Farnese, fornì disegni per il Palazzo di Caprarola, introducendo nei propri progetti, prima del Vignola, la rampa elicoidale all'ingresso. Criticò duramente il progetto vignolesco al cardinale Alessandro Farnese.
Eseguì anche progetti per Filippo II di Spagna; si occupò della chiesa dell'Escorial, e di quella per le Descalzas Reales a Madrid.

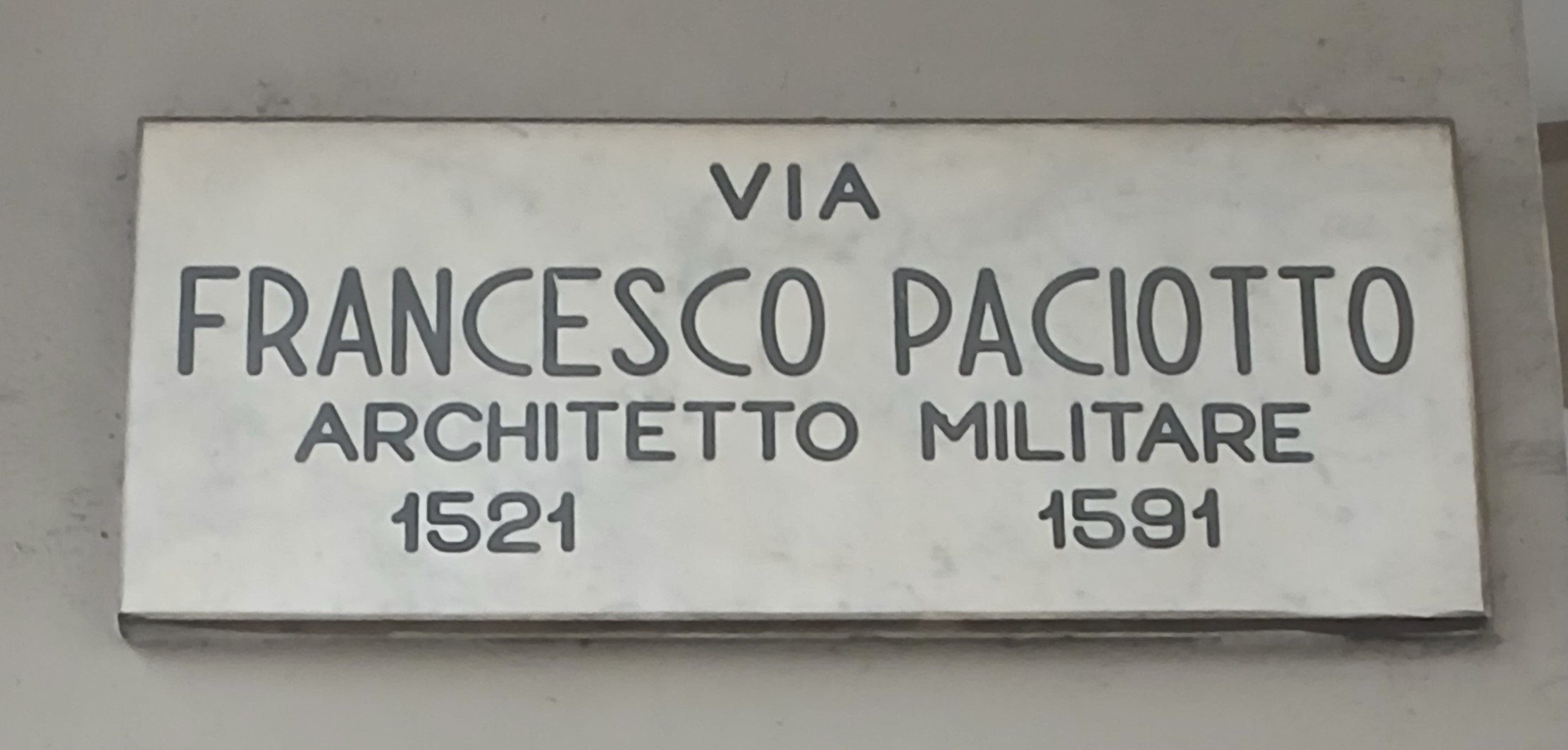
Via Paciotto a Torino

Nel 1571, durante il pontificato di papa Giulio III, progettò per lo Stato Pontificio il campo trincerato di Ancona, adiacente alla Cittadella realizzata pochi anni prima da Antonio da Sangallo il giovane.
Il duca Ottavio nel 1580 richiamò il Paciotto a Parma e qui, molto probabilmente fu l'autore del progetto del Corridore di Parma, edificio lineare su tre pilastri che univa la fortezza sforzesca al Palazzo Ducale. Nella stessa città il Paciotto è autore del primo nucleo del Palazzo della Pilotta di Parma.'
Francesco Maria II della Rovere, duca di Urbino lo nominò nel 1578 conte del feudo di Montefabbri. Il castello di Montefabbri fu acquistato da Paciotti per la somma di 6.000 scudi. I suoi discendenti conservarono il feudo di Montefabbri fino al 1744, quando il conte Federico Paciotti morì senza eredi nella linea maschile e la contea tornò a far parte assieme ad Urbino dello Stato della Chiesa.

## Memoria
Il comune di Torino gli ha dedicato una via del centro. Anche il comune di Parma ricorda il Paciotto nella sua toponomastica, in una via della frazione Alberi.